# Et tu, Brute?

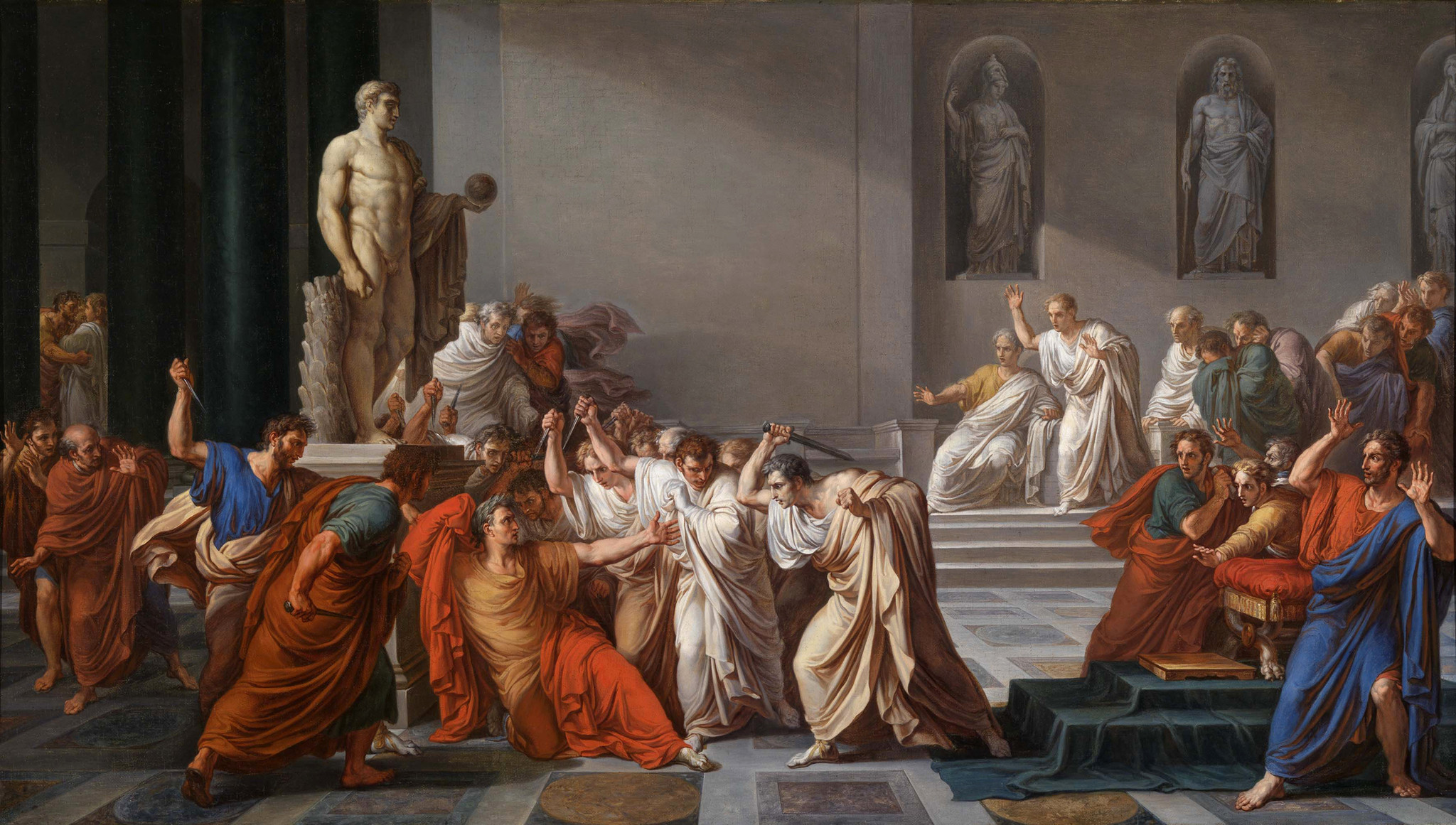
Muerte de César por Vincenzo Camuccini.

Et tu, Brute? (en castellano «¿También tú, Bruto?») es una frase latina supuestamente pronunciada por Julio César en el momento de ser asesinado. Se utiliza para expresar una traición inesperada. 
No hay certeza de que César dijera algo en el momento de su muerte. Suetonio y Plutarco indicaron que fue ultimado sin pronunciar palabra, aunque Suetonio menciona que ciertas personas afirmaron que César había dicho, en griego Καὶ σὺ τέκνον; [Kai sy, teknon?], literalmente "¿También tú, hijo?", al ver a Marco Junio Bruto, quien pasaba por ser su hijo, entre los conspiradores.
La frase específica Et tu, Brute? apareció en el siglo XVI y fue difundida principalmente en la tragedia Julio César de William Shakespeare. Viendo a Bruto entre los conspiradores, César dice Et tu, Brute? Then fall, Caesar («¿También tú, Bruto? Entonces muere, César»).